# Mont Renaud
Le mont Renaud est une colline qui domine la ville de Noyon dans le département de l'Oise. En mars et avril 1918, les troupes françaises tenant la position – dernier verrou barrant la route de Paris à l'armée allemande – bombardèrent la ville de Noyon tenue par les Allemands.

## Toponymie
La colline est attestée sous le nom de mont Hérimont au Moyen Âge, puis devient mont Saint-Louis au XIVe siècle, avant de devenir mont Renaud en hommage au fondateur de la chartreuse.

## Géographie
Le mont Renaud est situé dans le Nord de la France, dans la région des Hauts-de-France et le département de l'Oise, sur le territoire communal de Passel. Il se trouve à moins de trois kilomètres au sud-ouest de Noyon, à vingt kilomètres au nord-est de Compiègne, à soixante kilomètres au sud-est d'Amiens, à 85 kilomètres au nord-ouest de Reims et à 90 kilomètres au nord-est de Paris. Les côtes de la Manche sont à environ 125 kilomètres au nord-ouest. Cette colline s'élève à 85 mètres d'altitude. Elle domine l'Oise et l'embranchement entre le canal du Nord et le canal latéral à l'Oise sur son versant sud-est d'une cinquantaine de mètres. Son versant nord-ouest est encore moins marqué puisqu'il se prolonge vers la Montagne, un relief culminant à 153 mètres. Entre les deux, dans un col s'élevant à environ 70 mètres d'altitude et franchi par la route départementale 1032, se trouve la ferme du Mont-Renaud. La colline est constituée de sables et de marnes sableuses datant de l'Yprésien et entourée de lœss.

## Histoire

### La chartreuse
Au Moyen Âge, le mont Renaud appartient aux Templiers. Renaud de Rouy, trésorier de Philippe le Bel, achète la propriété au XIVe siècle et y installe une communauté de Chartreux, qui fonde la chartreuse de Mont-Saint-Louis. Les bâtiments sont endommagés pendant les guerres des XVe et XVIe siècles et font l'objet d'importants travaux de reconstruction jusqu'au XVIIe siècle. 
Déclarée bien national au début de la Révolution française, la chartreuse est mise en vente et subit de très importantes démolitions. 

### Le château
En 1802, alors que le site est propriété d'un certain M. Boileau, l'ancienne chartreuse est transformée par l'architecte François-Tranquille Gauché (1766-1846), ancien élève de Charles De Wailly, qui en fait un château. Il lui est adjoint une ferme à la fin du XIXe siècle.

### La bataille de Noyon
Au printemps 1917, l'armée allemande quitte Noyon pour se replier sur la ligne Hindenburg. Le 21 mars 1918, au cours de l'offensive Michael, les troupes allemandes occupent de nouveau Noyon après la bataille de Noyon du 23 au 25 mars. Du 26 mars au 30 avril 1918, de violents combats se déroulent à proximité du mont Renaud provoquant la destruction de la ville de Noyon par les bombardements de l'armée française. Ces bombardements ont pour but de limiter les capacités logistiques de l'armée allemande afin de lui barrer la route de Paris par la vallée de l'Oise et de conserver un point d'observation sur la région à l'armée française. Le mont Renaud lui-même est totalement ravagé et son château totalement détruit. Le 57e régiment d'infanterie de ligne tient la position au prix de lourds sacrifices humains. Expulsées de Noyon après de durs combats de rue, les troupes françaises s'arc-boutent sur la colline du mont Renaud, à la sortie sud de la ville, sur la route de Compiègne. Il s'agit d'une position clé : les forces qui contrôlent la colline peuvent contrôler le site de Noyon. Le commandement français ordonne à l'artillerie d’effectuer le pilonnage systématique de Noyon. Le dernier jour d'avril 1918, la bataille de ce « Verdun noyonnais » s'achève. À vingt-trois reprises, les Stosstruppen, les troupes d'assaut allemandes, se lancent à l'assaut de la colline. À chaque fois, elles sont repoussées. Le 57e R.I. laisse 721 de ses 2 000 hommes sur les pentes du mont Renaud. L'ultime assaut du 30 avril, contré par le 123e R.I. venu relever le 57e, provoque la mort de 369 hommes en une seule journée.

### Entre-deux-guerres

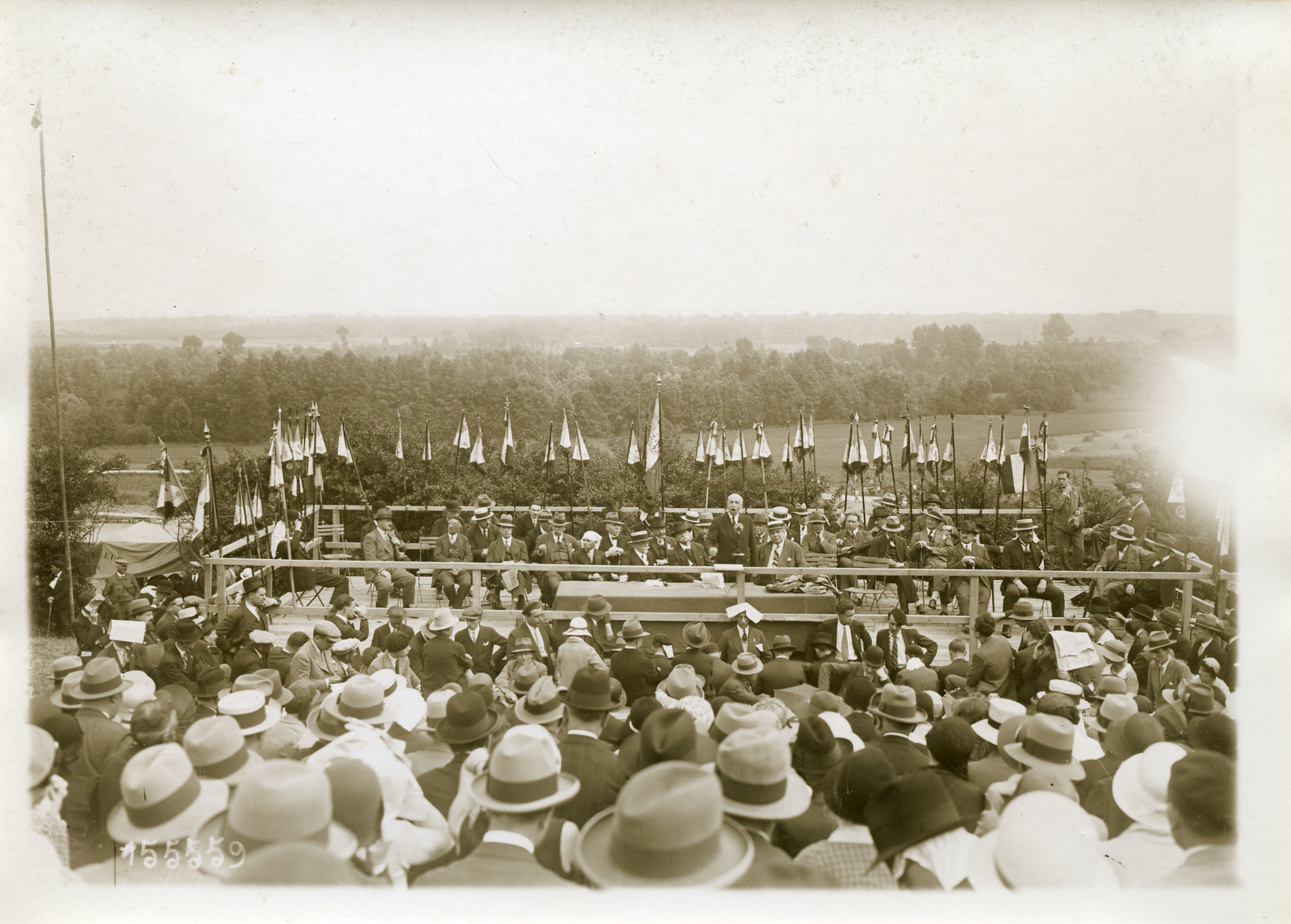
Réunion en plein air de l'Action française au mont Renaud le 21 juin 1931.

Le lieutenant de réserve du 57e régiment d'infanterie Georges Gaudy, membre de l'Action française, narre la bataille de Noyon dans son livre L’agonie du Mont-Renaud en 1921.
Le 21 juin 1931, un des flancs du mont Renaud sert de lieu de réunion en plein air à l'Action française.

## Lieu de mémoire de la Grande Guerre
Le mont Renaud est une propriété privée. Subsistent les communs et le château reconstruits après 1918.
Des expositions et des visites commentées sont organisées régulièrement au mont Renaud.

### Vestiges de la chapelle du Mont-Renaud
Les ruines de la chapelle du Mont-Renaud, détruite en 1918, sont toujours visibles près du sommet, ainsi que le Christ de l'ancien calvaire de Passel, mutilé pendant la bataille.

### Plaque à la mémoire de la35edivision d'infanterie

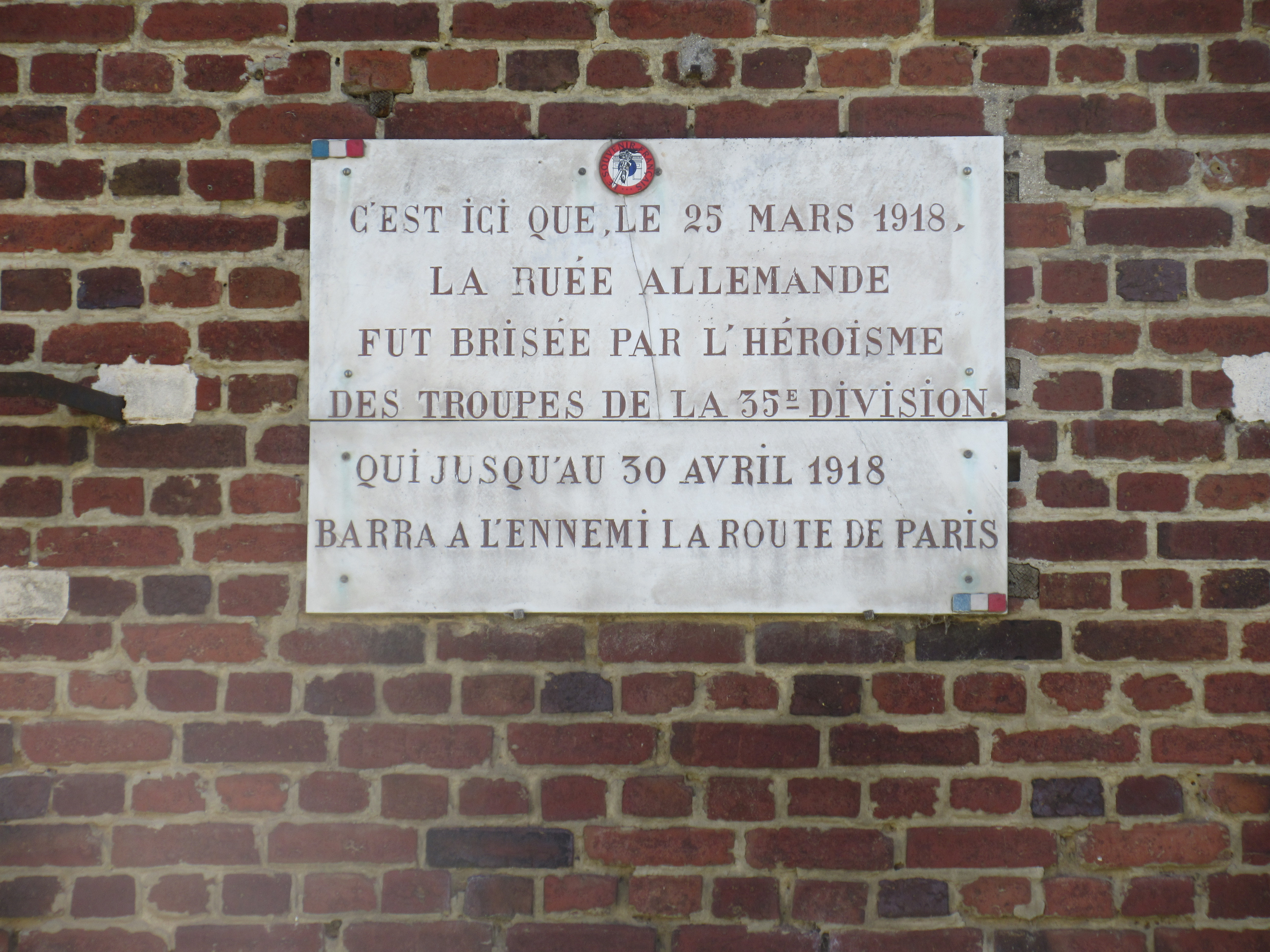
Plaque commémorative de la.

Plaque commémorative, apposée sur le mur de la ferme du Mont-Renaud, en souvenir de l'engagement de la 35e D.I., qui dès le Modèle:Bataille de Noyon (1918), lutta pour barrer la route aux troupes de la XVIIIe armée allemande du général von Hutier. Sur cette plaque a été gravée cette inscription : 

« C'est ici que le 25 mars 1918 la ruée allemande fut brisée par l'héroïsme des troupes de la 35e division qui jusqu'au 30 avril 1918 barra à l'ennemi la route de Paris. »

### Stèle à la mémoire du57erégiment d'infanterie
Une stèle à la mémoire du 57e RI, près du jardin potager de la ferme du Mont-Renaud, est inaugurée le 29 mai 1954. On peut y lire cette inscription : 

« 57e R.I. Le Terrible que rien n'arrête à ses morts glorieux. »

Sur le côté une plaque porte l'inscription : 

« Ici, du 25 mars au 13 avril 1918, le 57e RI a brisé 22 attaques, maîtrisé 5 régiments, barré à l'ennemi la route de Paris. »